# Razès (Haute-Vienne)
Razès település Franciaországban, Haute-Vienne megyében. Lakosainak száma 1161 fő (2022. január 1.). Razès Bersac-sur-Rivalier, Bessines-sur-Gartempe, Compreignac, Saint-Léger-la-Montagne, Saint-Sylvestre és Saint-Pardoux-le-Lac községekkel határos.

## Népesség
A település népessége az elmúlt években az alábbi módon változott:
| Lakosok száma | 1189 | 1195 | 1197 | 1173 | 1162 | 1173 | 1169 | 1173 | 1161 |
|               | 2013 | 2015 | 2016 | 2017 | 2018 | 2019 | 2020 | 2021 | 2022 |